# Barilius barila
Barilius barila és una espècie de peix cipriniforme de la família dels ciprínids. Es troba a l'Índia, el Nepal, Bangladesh i Myanmar.
Els mascles poden assolir els 10 cm de longitud total.